# Amblycirrhitus earnshawi
Amblycirrhitus earnshawi är en fiskart som beskrevs av Lubbock, 1978. Amblycirrhitus earnshawi ingår i släktet Amblycirrhitus och familjen Cirrhitidae. Inga underarter finns listade i Catalogue of Life.